# Persianizzazione
Per persianizzazione si intende un processo sociologico di modificazione culturale di soggetti non-persiani che diventano persiani. Si tratta di una forma specifica di assimilazione culturale, che spesso comprende il cambio della lingua. Il termine si applica non solo alle culture, ma anche agli individui, in quanto ambientati alla cultura persiana.
Storicamente, il termine è stato comunemente applicato ai cambiamenti nella cultura dei popoli non-persiani che vivevano all'interno della sfera culturale iraniana, soprattutto durante i periodi precoce e medio-islamico come gli arabi e vari popoli caucasici (come ad esempio georgiani, armeni e daghestani) e turchi tra cui i selgiuchidi, ottomani e ghaznavidi. Il termine è stato applicato anche alla trasmissione di aspetti della cultura persiana, compreso il linguaggio, ai popoli non-persiani nella zona circostante la Persia (l'attuale Iran), come ad esempio Turchia e Asia centrale.

## Storia

### Periodo pre-Islamico
Diversamente dagli antichi greci o dall'Impero romano, l'antico Impero achemenide persiano non si occupava di diffondere la sua cultura ai tanti popoli conquistati. Probabilmente la prima persianizzazione risale ad Alessandro Magno, che dopo aver conquistato l'impero persiano nel IV secolo a.C., adottò abiti persiani, costumi, usanze di corte, e sposò una principessa persiana, Statira II, e adottando la proskýnesis (un baciare simbolico della mano che i Persiani davano ai loro superiori sociali). Gli abiti e le pratiche persiane vennero adottati anche da un certo Peucesta, che fu poi fatto satrapo di Persis, acquisenndo il favore dei Persiani al suo governo, in cambio di quello dei macedoni.

### Dal primo periodo Islamico al XV secolo
Dopo la caduta della dinastia dei Sasanidi nel 651, gli arabi Omayyadi adottarono gran parte dei costumi persiani, specialmente nel campo dell'amministrazione e della corte. I governatori provinciali arabi erano senza dubbio sia Siri persianizzati o di etnia persiana; certamente persiana rimase la lingua ufficiale del califfato fino all'adozione della lingua araba verso la fine del VII secolo, quando nel 692 ebbe inizio la coniazione della moneta nella capitale califfale, Damasco. Le nuove monete islamiche furono delle imitazioni di monete sasanidi (così come bizantine), e la Scrittura Pahlavi sulle monete venne sostituita con l'arabo.
Gli Abbasidi (dopo il 750) stabilirono la loro capitale in Iraq, a Baghdad. Un cambiamento di orientamento verso est è visibile, incoraggiato da un aumento della ricettività di influenza culturale persiana e dalle radici della rivoluzione abbaside in Khorasan / moderno Afghanistan.

### Dal XVI secolo al XVIII secolo
Questo periodo vide la nascita di due grandi potenze in Asia occidentale, vale a dire quella dei persiani Safavidi e dei turchi ottomani. I Safavidi ribadirono la cultura persiana e l'egemonia su tutto il Caucaso, Anatolia orientale, Mesopotamia e in altre regioni. Molti khan e altri governanti adottarono costumi persiani, abbigliamento e cultura persiana. L'antica città persiana di Derbent nel Caucaso settentrionale (odierno Daghestan) divenne un baluardo di tutto ciò. Molti dei popoli etnici della regione si trovarono ad acquisire molti aspetti della cultura persiana, contribuendo così alla persianizzazione dei loro popoli.
Nello stesso tempo, gli ottomani e i loro predecessori (i vari Beylerberg e il Sultanato di Rum) adottarono ampiamente la cultura persiana. Gli Ottomani, per esempio, adottarono i nomi persiani, fecero persiana una delle lingue ufficiali, adottarono i titoli persiani, e la cucina persiana, le danze, la letteratura e infarcirono la propria lingua di stato di parole mutuate dal vocabolario persiano.

### Dai Safavidi ai Qajar

#### XX secolo
In tempi moderni, il termine è spesso usato nel caso di soggetti di lingua non persiana, ad esempio azeri e curdi,.
Si sostiene talvolta che il moderno nazionalismo iraniano è stato istituito durante l'era Pahlavi, allo scopo di formare un moderno stato-nazione. Ciò che è spesso trascurato è che il nazionalismo iraniano ha le sue radici in epoca pre-Pahlavi, agli inizi del XX secolo. All'epoca della prima guerra mondiale, la propaganda pan-turca era focalizzata sui territori di lingua turca in Iran, Caucuso e Asia centrale.

## Subcontinente indiano: Mogul
L'impero Mogul fu un potente impero islamico che regnò su una gran parte del subcontinente indiano e Afghanistan (Asia meridionale). A partire dal 1526, i mogul invasero il subcontinente dallo loro base iniziale di Kabul e governarono sulla maggior parte dell'Hindustan dal tardo XVII secolo alla metà del XIX. Gli imperatori mogul erano discendenti dei Timuridi che avevano abbracciato la cultura persiana, si erano convertiti all'Islam a risiedettero nel Turkestan riuscendo a diffondere la cultura persiana e islamica nell'Asia Centrale. Al culmine della potenza mogul, nel 1700, essi controllavano gran parte del subcontinente, l'Afghanistan espandendo la cultura persiana, come avevano fatto i loro predecessori, i turchi Ghaznavidi e i turco-agfani del sultanato di Delhi. In generale, dai primi tempi, la cultura e la lingua persiana venne diffusa nel sud dell'Asia da diverse dinastie persianizzate.
Babur il fondatore dell'impero Mogul identificava il suo lignaggio come discendente dall'impero timuride e di lingua turca ciaghatay, mentre la sua origine, ambientale, di formazione e la cultura erano persiane, e così fu in gran parte autore della promozione di questa cultura da parte dei suoi discendenti. Molte opere d'arte come il Taj Mahal, la Tomba di Humayun e la Moschea Badshahi sono esempi di architettura islamica persiana con nomi persiani. La lingua persiana era la lingua ufficiale delle corti Mogul, fino alla loro sostituzione con l'Urdu da parte dei britannici.

## Persianizzazione e urbanizzazione
Nell'antica storia dell'Afghanistan come paese indipendente, molti Pashtun si spostarono in aree urbanizzate di lingua dari, la loro lingua. Di conseguenza, molti pashtun in Afghanistan si identificano come tagiki, nonostante abbiano nomi pashtun (con il suffisso "-zai"), semplicemente in quanto di lingua dari e per il fatto di possedere una cultura tagica, un processo noto come "de-tribalizzazione". Ciò è particolarmente riscontrabile negli "abitanti di Kabul", o in quelle famiglie di lunga data provenienti da Kabul (di solito pashtun completamente immersi nella cultura persiana). In Pakistan, un modello simile si verifica in concomitanza con l'urbanizzazione, quando i pashtun si assimilano nella cultura nazionale della lingua urdu.